# Trinil-Tiger
Der Trinil-Tiger Panthera tigris trinilensis ist eine ausgestorbene Unterart des Tigers (Panthera tigris). Er lebte während des Pleistozäns auf der indonesischen Insel Java und gehörte zur sogenannten Trinilfauna.
Die Unterschiede zum zeitgleich auf dem asiatischen Kontinent verbreiteten Panthera tigris acutidens und zu den heute lebenden Unterarten des Tigers sind groß genug, um ihn als eigenständige fossile Unterart zu klassifizieren.
Er ist wahrscheinlich kein direkter Vorfahre des Java-Tigers, der vermutlich von erst wesentlich später aus China zugewanderten Tieren abstammt.
Vermutlich war der Trinil-Tiger im Durchschnitt etwas kleiner als der in seiner Größe etwa dem Südchinesischen Tiger entsprechende Panthera tigris acutidens. Einige Exemplare aus Ngandong und Watoealang waren jedoch sehr groß und erreichten die Maße des Indischen Tigers.
Im Gegensatz zum Festland sind die Funde fossiler Tiger auf Java ziemlich zahlreich und sie gehören neben denen Ostchinas zu den am besten bekannten.
Der Trinil-Tiger wurde 1908 von Eugène Dubois beschrieben. Das Typusexemplar entstammt den 1,2 Millionen Jahre alten Ablagerungen aus der Gegend von Trinil. An derselben Fundstelle hatte Dubois zuvor schon den Java-Menschen entdeckt. Heute befindet sich dieses Exemplar im Museum für Naturgeschichte Naturalis in Leiden.
Die Fossilfunde des Tigers auf Java behandelte Leo Daniel Brongersma im Einzelnen 1935 und er stellte ihn 1937 auch unter der Fauna der Djamboe- und Sibrambang-Höhle auf Sumatra fest. 1971 widmete sich Helmut Hemmer den Fossilfunden des Tigers auf Java.

### Weitere Literatur
- Eugène Dubois: Das geologische Alter der Kendengoder Trinil-Fauna. In: Tijdschrift van het Koninklijke Nedeerlandsch Aardrijkskundig Genootschap. 2 Series 24, 1908, S. 1235–1271.
- Leo Daniel Brongersma: Notes on some recent and fossil cats, chiefly from the Malay Archipelago. In: Zoologische Mededelingen. Band 18, 1935, S. 1–89.
- Leo Daniel Brongersma: Notes on fossil and prehistoric remains of “Felidae” from Java and Sumatra. In: Comptes Rendus du XIIe Congrès Internacional de Zoologie (Lisboa, 1935). 1937, S. 1855–1865.
- Helmut Hemmer: Fossil mammals of Java. II. Zur Fossilgeschichte des Tigers (Panthera tigris (L.)) in Java. In: Koninklijke Nederlandse Akademie van Wetenschappen. Ser. B. 74, Nr. 1, 1971, S. 35–52.